# Тиґре (мова)
Тиґре (геез ትግረ tigre або ትግሬ tigrē; в Судані Xasa; араб. араб. ألخاصية ḫāṣiyah) — семітська мова, близька до класичного ґеез і спорідненої мові тиґринья. Тиґре говорить близько 800 000 осіб у Еритреї і деяка кількість в Судані. Назву тиґре також має народ. Тиґре визнано однією з дев'яти «національних мов» Еритреї.
З XIX століття тиґре використовує ефіопське письмо, яке було введене шведськими місіонерами для перекладів Біблії. Багато мусульман використовують арабське письмо.

## Фонетика і фонологія

Тиґре на мапі Афразійських мов.

### Голосні
Тиґре також має набір з семи голосних з одною ключовою відмінністю: різниця між двома голосними, фонетично близькими до [ɐ] (традиційна «голосна першого розряду», що позначається у прийнятих системах транскрипції як ä) і [a] в амхарській і тиґринья, у тиґре ґрунтується більше на довготі, ніж на якості [a] і [aː].
Як і в інших ефіосемітскіх мовах, статус фонеми ǝ є спірним. Вона може розглядатися як вставна голосна, що вводиться, щоб розбити скупчення приголосних.
|         | Передні | Середні   | Задні |
| ------- | ------- | --------- | ----- |
| Високі  | i       | ə [ɨ]     | u     |
| Середні | e       |           | o     |
| Нижні   |         | a, ā [aː] |       |

### Приголосні
Тиґре зберегла дві глоткові приголосні, які були у мові ґеез. У таблиці внизу показані фонеми тиґре. У ній використовується система транскрипції, прийнята для ефіосемітських мов і відмінна від Міжнародного фонетичного алфавіту (IPA) (при необхідності, транскрипція IPA показана в дужках). Довга голосна aː показується як «ā». Приголосні p, p 'і x подано у дужках, оскільки зустрічаються в обмеженій кількості запозичених слів.
|             |             | Губні | Зубні | Середньопіднебінні | Задньоязикові | Глоткові | Гортанні |
| ----------- | ----------- | ----- | ----- | ------------------ | ------------- | -------- | -------- |
| Носові      | Носові      | m     | n     |                    |               |          |          |
| Проривні    | Глухі       | (p)   | t     | č [tʃ]             | k             |          | ʔ        |
| Проривні    | Дзвінкі     | b     | d     | ǧ [dʒ]             | ɡ             |          |          |
| Проривні    | Ейективні   | (pʼ)  | tʼ    | č' [tʃʼ]           | kʼ            |          |          |
| Фрикативні  | Глухі       | f     | s     | š [ʃ]              | (x)           | ħ        | h        |
| Фрикативні  | Дзвінкі     |       | z     | ž [ʒ]              |               | ʕ        |          |
| Фрикативні  | Ейективні   |       | sʼ    |                    |               |          |          |
| Апроксимант | Апроксимант |       | l     | y [j]              | w             |          |          |
| Тремтячі    | Тремтячі    |       | r     |                    |               |          |          |